# 2003年全仏オープン
2003年 全仏オープン（2003ねんぜんふつオープン、Internationaux de France de Roland-Garros 2003）は、フランス・パリにある「スタッド・ローラン・ギャロス」にて、2003年5月26日から6月8日にかけて開催された。

## シニア

### 男子シングルス
ファン・カルロス・フェレーロ def.  マルティン・フェルカーク, 6–1, 6–3, 6–2
- フェレーロが過去3年中、2年連続ベスト4、初の決勝進出となりながら、優勝を逃した2002年の雪辱を果たし、悲願の初優勝を挙げた。現時点では唯一の4大大会優勝である。

### 女子シングルス
ジュスティーヌ・エナン＝アーデン def.  キム・クライシュテルス, 6–0, 6–4
- ・エナン＝アーデンとクライシュテルスがテニス史上初の「ベルギー対決の決勝」を実現させた。1歳年上のエナン＝アーデンが優勝し、ベルギーのテニス選手として最初の4大大会優勝者に輝いた。

### 男子ダブルス
ボブ・ブライアン /  マイク・ブライアン def.  エフゲニー・カフェルニコフ /  ポール・ハーフース, 7–6, 6–3
- ブライアン兄弟のグランドスラム初優勝。

### 女子ダブルス
杉山愛 /  キム・クライシュテルス def.  ビルヒニア・ルアノ・パスクアル /  パオラ・スアレス, 6–7(5), 6–2, 9–7
杉山愛のグランドスラム3年ぶり2度目・全仏初優勝。日本人の全仏優勝は1997年以来6年ぶり、女子ダブルスでは初。また現在日本人最後の全仏オープン優勝である。

### 混合ダブルス
マイク・ブライアン /  リサ・レイモンド def.  マヘシュ・ブパシ /  エレーナ・リホフツェワ, 6–3, 6–4

## ジュニア

### 男子シングルス
スタニスラス・ワウリンカ def.  ブライアン・ベイカー, 7–5, 4–6, 6–3

### 女子シングルス
アンナ＝レナ・グローネフェルド def.  ベラ・ドゥシェビナ, 6–4, 6–4

### 男子ダブルス
ジョルジ・バラージュ /  ドゥディ・セラ def.  Kamil Čapkovič /  Lado Chikhladze, 5–7, 6–1, 6–2

### 女子ダブルス
Marta Fraga-Perez /  Adriana Gonzalez-Peñas def.  Katerina Bohmova /  ミハエラ・クライチェク, 6–0, 6–3